# Vestalis amaryllis
Vestalis amaryllis là loài chuồn chuồn trong họ Calopterygidae. Loài này được Lieftinck mô tả khoa học đầu tiên năm 1965.